# Vindaloo

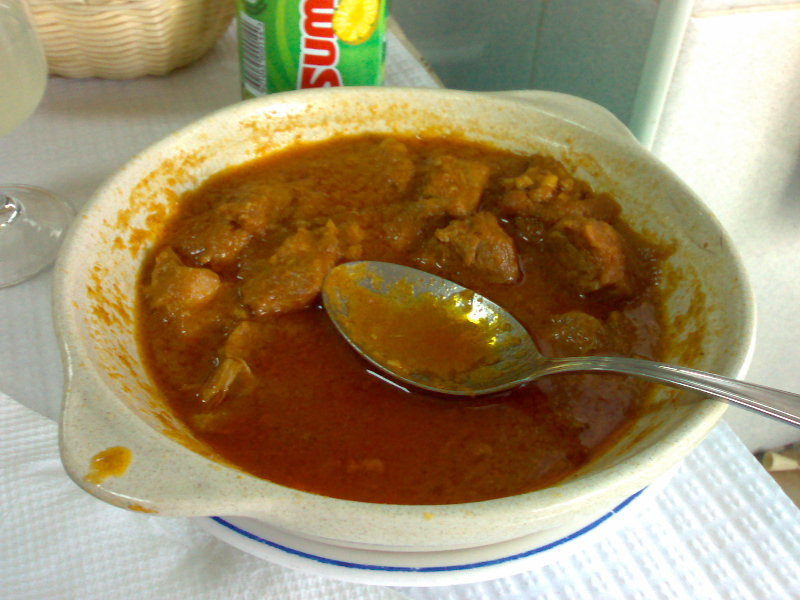
Vindalho

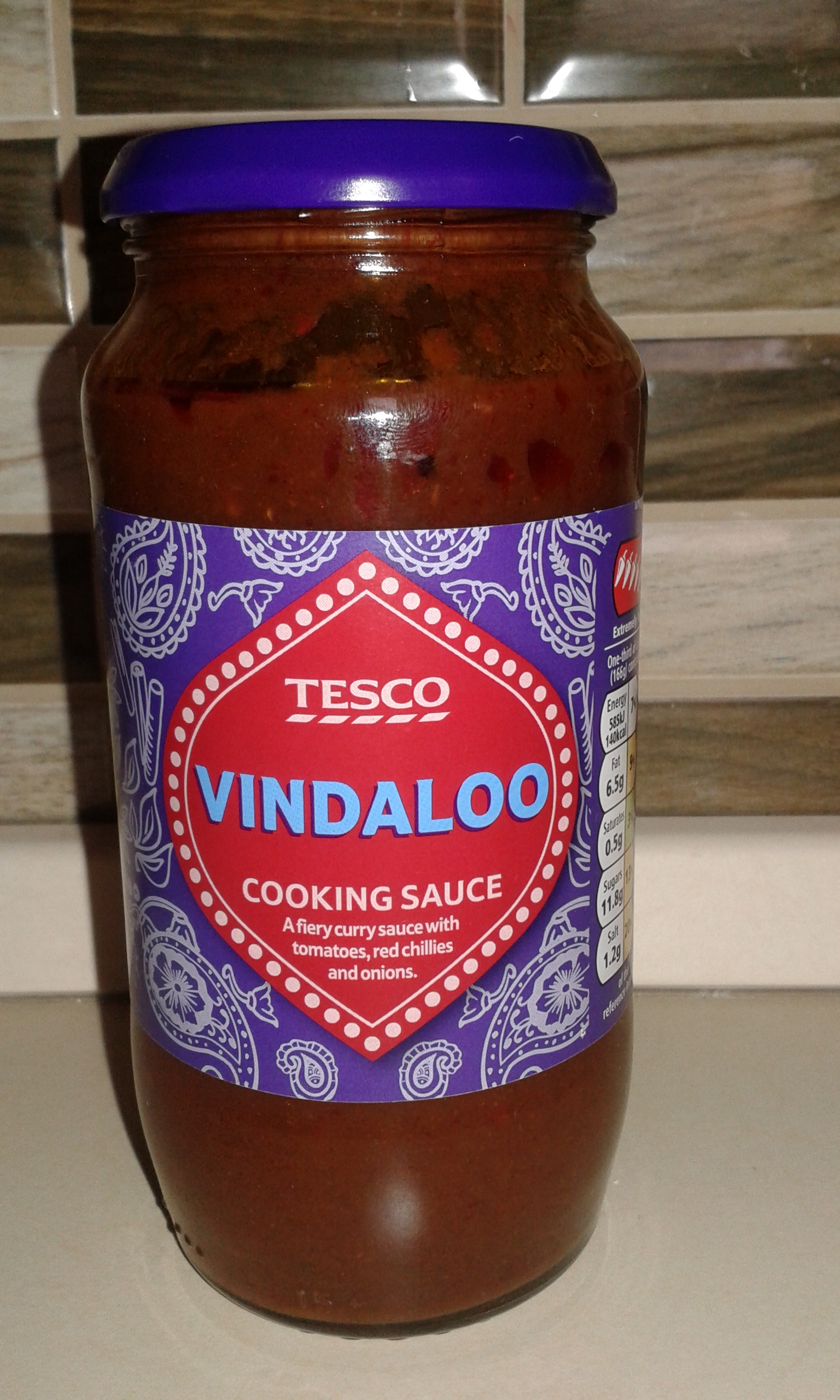
Vindaloo ve sklenici

Vindaloo nebo také vindalho je populární, velmi pálivé indické jídlo.
Poprvé bylo přivezeno Portugalci do tehdejší indické provincie Goa, brzy se stalo oblíbeným jídlem místních obyvatel, často podávaným při zvláštních příležitostech. Původně bylo toto jídlo z vepřového masa marinovaného ve vinném octě a česneku známé v portugalštině pod názvem Vinha d'Alho (vinha: vinný ocet a alho: česnek). Brzy však Goané začali přidávat mnoho místních druhů koření a chilli (předtím dovezeného také Portugalci z Ameriky).
V současnosti se v restauracích často podává s kuřecím masem nebo skopovým, někdy jsou přílohou brambory. Tradiční vindaloo však brambory neobsahuje, v rozporu s významem slova alu, v hindštině znamenajícím brambory.
Goané však při přípravě nepoužívají jiné maso než vepřové; zvláštní chuť jídla pochází z unikátní směsi tučného masa, česneku, vinného octa a chilli (zvláště kašmírského, které je velmi aromatické, ale ne příliš ostré).
Vindaloo si získalo popularitu i ve Velké Británii, kde je v nabídce „indických“ restaurací a podnicích podávajících kari jídla. V hovorové angličtině je vindaloo označováno často jako „vindy“ a je dobře známé svou pálivostí; bývá považováno za jedno z nejpálivějších kari. Popularita vindaloo inspirovala vznik anglické fotbalové písně Vindaloo od Fat Les pro Mistrovství světa 1998 ve Francii (šlo o parodii videoklipu Bitter Sweet Symphony od The Verve).